# Cheirodendron fauriei
Cheirodendron fauriei är en araliaväxtart som beskrevs av Bénédict Pierre Georges Hochreutiner. Cheirodendron fauriei ingår i släktet Cheirodendron och familjen Araliaceae. Inga underarter finns listade.